# Pioneirismo (fé bahá'í)
O pioneiro é um voluntário  que deixa seu ou sua casa para mudar-se a outro lugar (freqüentemente outro país) com o propósito de ensinar a Fé Bahá'í. Ao invés de usar o termo de missionarismo, os Bahá'ís denominam essa mudança como pioneirismo
Durante a Cruzada de Dez Anos que ocorreu durante 1953 até 1963, centenas de pioneiros estabeleceram-se em países e territórios ao redor do mundo, o que eventualmente levou ao estabelecimento de 44 novas Assembleias Espirituais Nacionais e Regionais e aumentou a população Bahá'í.

## Trabalho de Ensino
O trabalho de ensino feito pelos pioneiros foi realizado de diversas maneiras, incluindo de modo geral:
- Diálogo com pessoas receptivas aos ensinamentos da Fé Bahá'í.
- Firesides: encontros realizados num lar aberto para as pessoas que estiverem interessados na Fé Bahá'í.
- Palestras sobre a Fé Bahá'í

Shoghi Effendi, o Guardião da Fé Bahá’í, escreveu:
"Um esforço, além disso, pode e deve ser feito, não somente por corpos representativos Bahá'ís, mas também por instrutores prospectivos, assim como por outros crentes individuais, destituídos do privilégio de visitar aquelas costas ou os estabelecimentos naquele continente, para aproveitar cada oportunidade que se apresentar para fazer o conhecimento, e despertar o interesse genuíno, de tais pessoas que são ou cidadãos daqueles países, ou de que qualquer maneira estejam conectados a eles, seja qual for seus interesses ou profissão. Com a bondade mostrada a eles, ou toda a literatura no qual puder os ser dada, ou qualquer conexão no qual puderem estabelecer com eles, os crentes americanos podem desse modo semear tais sementes em seus corações que poderá, nas circunstâncias futuras, germinar e render os resultados os mais inesperados.

## Ensino versus proselitização
Para os bahá'ís, o pioneirismo refere-se a algo semelhante ao trabalho missionário. No entanto, os bahá'ís não consideram o pioneirismo como uma forma de proselitismo, um termo negativamente associado com alguns missionários que agem coercivamente.
"Importa-se, entretanto, deve, em todas as vezes, ser exercitado, o cuidado com a ânsia que ao promover os interesses internacionais da Fé eles frustram seu propósito, e desviam-se, de qualquer ato que possa ser interpretado como uma tentativa de proselitizar e trazer a pressão imprópria em cima deles, aqueles quem desejam ganhar sobre a sua Causa.
"É verdade que Bahá'u'lláh coloca sobre todo o bahá'í o dever de ensinar Sua Fé. Ao mesmo tempo, entretanto, nós somos proibidos de proselitizar, então é importante para todos os crentes compreenderem a diferença entre ensino e proselitização. É uma diferença significativa e, em alguns países onde ensinar uma religião é permitido, mas proselitar é proibido, a distinção é feito na legislação do território. Proselitização implica trazer a pressão imprópria a alguém para que mude a sua fé. É também normalmente entendido como implicar ameaças ou oferecer bens materiais para induzir à conversão. Em escolas ou em hospitais de missão de alguns países, por todo o bem que fizerem, são considerados com suspeita e adversão pelas autoridades locais porque são considerados ser causas materiais à conversão e instrumentos de proselitização."
A seguinte carta foi escrita em nome de Shoghi Effendi a um indíviduo:
"Ele não vê nenhuma objeção com o termo missionário aparecer em seu passaporte contanto que se possa compreender claramente que tipo de um missionário é um pioneiro Bahá’í. No melhor e no mais elevado sentido do termo certamente pode ser aplicado aos nossos instrutores. Infelizmente esse termo foi freqüemente associado com alguém de mente fechada, e com proselitismo de forma intolerante com outras crenças algo bastante diferente dos métodos Bahá’ís de espalhar os nossos ensinamentos."